# Cultivar

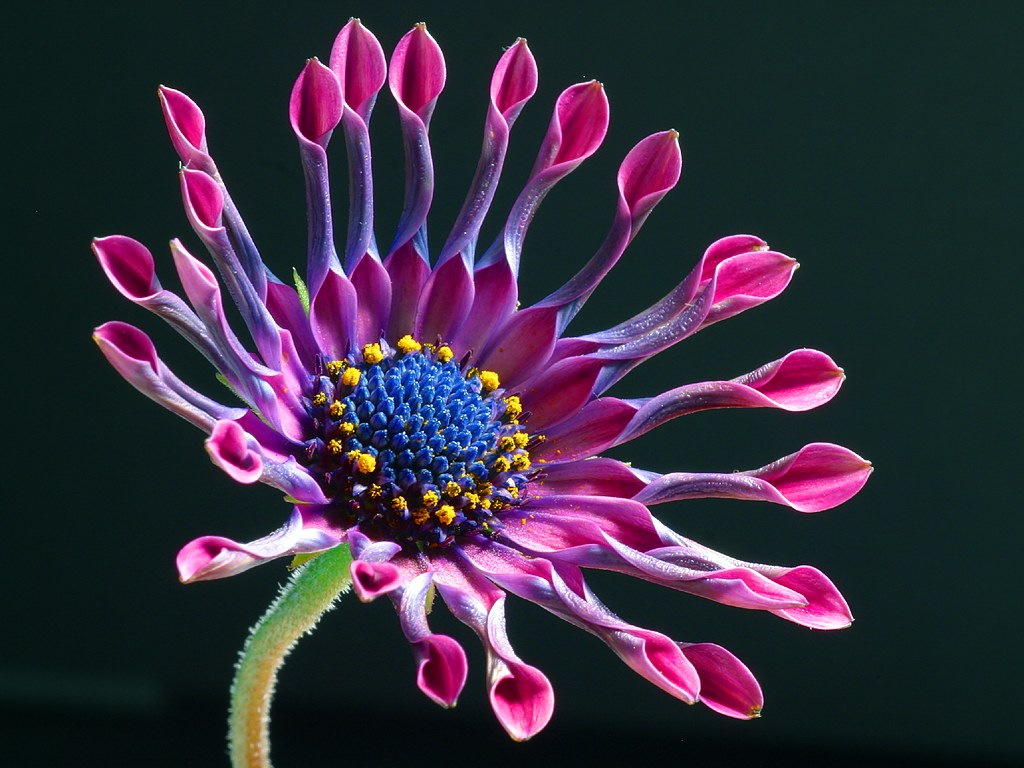
O cultivar 'Pink Whirls' de Osteospermum é um dos mais bem sucedidos no comércio das flores.

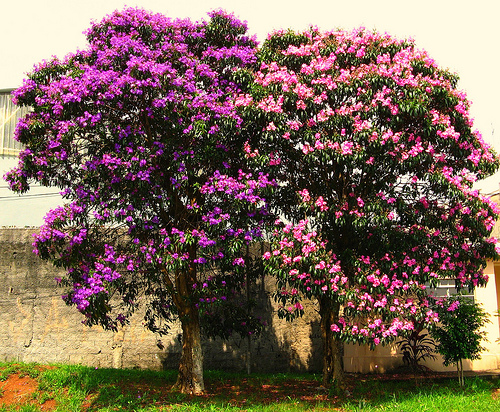
Quaresmeira vulgar, de flores roxas, e um cultivar seu, chamado de "Kathleen", com flores rosas.

Cultivar é a designação dada a determinada forma de uma planta cultivada, correspondendo a um determinado genótipo e fenótipo que foi selecionado e recebeu um nome único e devidamente registado com base nas suas características produtivas, decorativas ou outras que o tornem interessante para cultivo. O cultivar deve apresentar em cultura, e manter durante o processo de propagação, um conjunto único de características que o distingam de maneira coerente de plantas semelhantes da mesma espécie. O termo foi criado pelo especialista em horticultura Liberty Hyde Bailey, que o derivou das palavras inglesas "cultivated" e "variety" ("cultivado" e "variedade", do latim varietas culta), significando estritamente uma "variedade cultivada" de uma espécie vegetal. O termo não tem o mesmo significado que a designação taxonómica variedade ou que o termo legal variedade de planta utilizado no comércio de plantas e suas sementes; e tampouco deve ser confundido com o verbo português "cultivar". O conceito foi oficialmente adotado no XIII Congresso de Horticultura, realizado em Londres (1952), com o objectivo de distinguir as variedades cultivadas das de ocorrência natural.

## Nomenclatura
A atribuição de um nome a um cultivar é obrigatoriamente feita em conformidade com o estabelecido no Código Internacional de Nomenclatura de Plantas Cultivadas (mais conhecido pela sua sigla inglesa ICNCP ou por Código das Plantas Cultivadas). A atribuição de um nome exige a demonstração que o cultivar é diferente de qualquer outro já registado e que pode ser propagado de forma consistente mantendo as características descritas da através da metodologia para tal proposta (semente, enxertia, estaca, ou outra).
O artigo 2.1 do Código Internacional de Nomenclatura de Plantas Cultivadas estabelece que um cultivar é a "categoria primária de plantas cultivadas cuja nomenclatura é regulada pelo presente Código" e define um cultivar como "um conjunto de plantas que foi selecionado tendo em vista um atributo particular, ou combinação de atributos, e que é claramente distinto, uniforme e estável nas suas características e que, quando propagado pelos métodos apropriados, retém essas características" (artigo 2.2 do Código).
A atribuição do estatuto de cultivar limita-se à questão nomenclatural, não conferindo por si só qualquer proteção legal ao seu uso nem correspondendo a qualquer forma de patente ou outra proteção comercial ou de propriedade intelectual.
A variedade é o nome escrito em letras minúsculas, em itálico ou sublinhado, e precedido pela abreviatura var. Por exemplo, Ximenia americana é a nomenclatura binomial, enquanto Ximenia americana var. inermis é a variedade cultivada (cultivar) sem espinhos.